# Zaiamja
Zaiamja (en rus: Заямжа) és un poble de l'óblast de Vólogda, a Rússia, que el 2002 tenia 2 habitants. Pertany al districte rural de Veliki Ústiug.